# 핀도스산맥

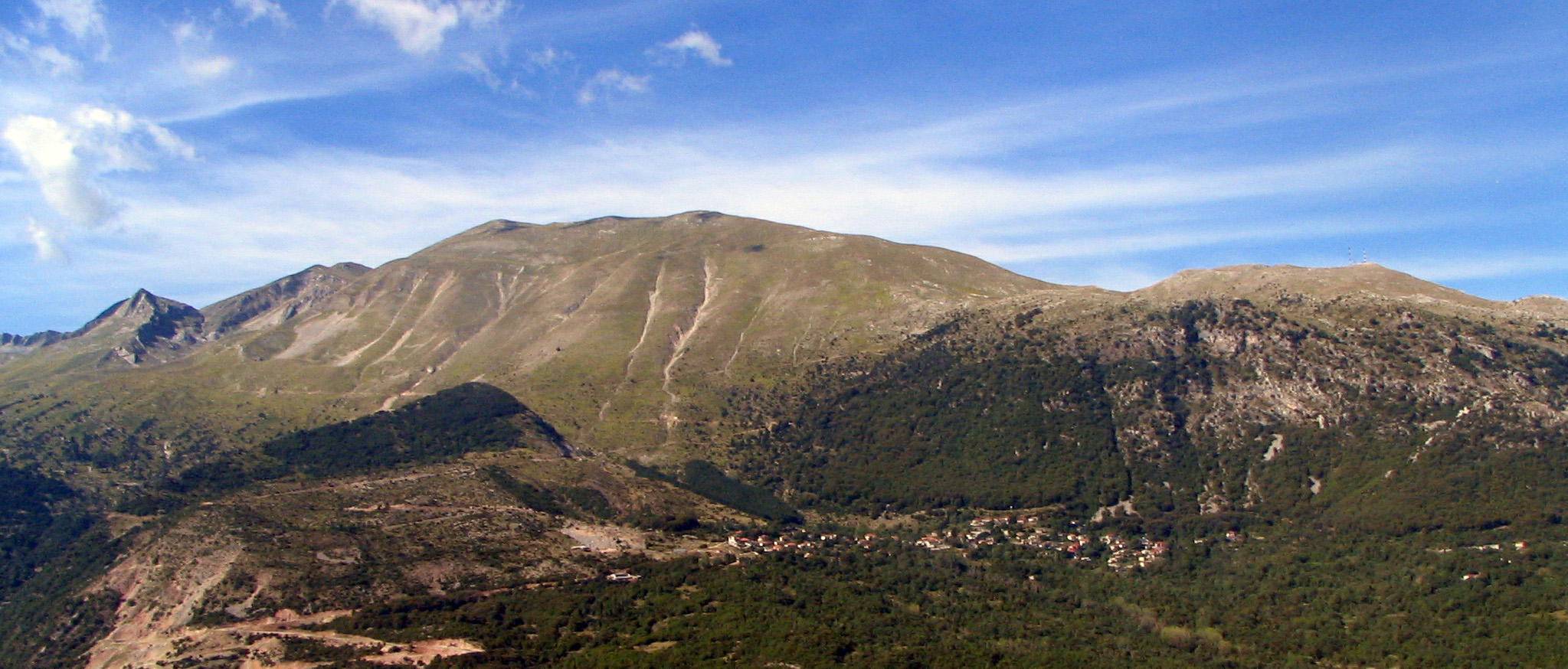
핀도스산맥 전경

핀도스 또는 핀두스(그리스어: Πίνδος, 영어: Pindus, Pindos, Pindhos) 산맥은 그리스의 북부와 알바니아의 남부에 위치한 산맥으로 길이 160 km 정도이고 최고봉은 스모리카스산으로 2,637미터이다. 테살리와 에피루스의 경계를 이루고 있으며, 그리스의 척추라고 종종 불린다. 알바니아와 그리스의 국경에서 뻗어나와 북부 그리스의 에피루스 지방과 마케도니아 지방으로 이어지고, 펠로폰네소스 북쪽까지 다다른다.